# Samuel Hermann Staub
Samuel Hermann Staub (ur. 21 marca 1856 w Mikołowie, zm. 2 września 1904 w Berlinie) – niemiecki prawnik, jurysta, komentator niemieckiego prawa handlowego i wekslowego oraz prawa o spółkach z ograniczoną odpowiedzialnością.

## Dzieciństwo
W połowie XIX wieku Mikołów (niem. Nicolai, Nikolai) był niewielkim, rolniczym miasteczkiem na pruskim Górnym Śląsku, położonym w granicach ówczesnego powiatu pszczyńskiego (Kreis Pless). Odsetek ludności żydowskiej był tu jeszcze stosunkowo wysoki: w 1840 roku na 3059 mieszkańców było 389 Żydów; w 1861 roku miasto zamieszkiwało 4479 osób, w tym 504 Żydów. Mikołowscy Żydzi byli niemal w całości niemieckojęzyczni, mieli do dyspozycji własną szkołę, synagogę oraz kirkut.
Samuel Hermann Staub urodził się 21 marca 1856 roku, jako syn Michała Stauba (z Mikołowa) oraz jego żony Ernestyny z d. Orgler (z Bytomia). Ojciec Stauba, Michał (Michael), był kupcem pochodzenia żydowskiego; pewien dokument sugeruje, że mógł on handlować zbożem.
Rodzina nie była zamożna. Staub opowiadał później, że zamiast w kołysce, sypiał w surowej drewnianej skrzyni. Lecz pomimo tak skromnych warunków mieszkaniowych, jego rodzicom udało się zapewnić uzdolnionemu synowi staranne wykształcenie.

## Kwestia imienia
W młodości Staub posługiwał się wyłącznie swym prawdziwym imieniem: Samuel. Dopiero później, po ukończeniu studiów i rozpoczęciu kariery zawodowej, zaczął używać także imienia „Hermann”, przy czym w sytuacjach urzędowych posługiwał się zwykle dwoma imionami, natomiast w życiu zawodowym oraz w publikacjach – wyłącznie niemieckim imieniem Hermann.
W niektórych dokumentach (np. na akcie ślubu) zamiast imienia „Hermann” można odnaleźć formę „Heymann” (Samuel Heymann Staub) i przypadki te są zbyt częste, by można je było uznać za błąd urzędnika.

## Wykształcenie i kariera prawnicza
Choć najbliżej Mikołowa położone były gimnazja w Królewskiej Hucie i Gliwicach, rodzice wybrali dla niego gimnazjum w Bytomiu. Stało się tak zapewne dlatego, że Staub mógł tam mieszkać u swych krewnych, małżeństwa Schindlerów, którzy zostali później jego teściami.
Po uzyskaniu matury, Staub studiował na uniwersytetach we Wrocławiu (1874-1876 i 1877) oraz w Lipsku (1876), finansując je w dużej części z pieniędzy zarabianych na udzielaniu korepetycji. W latach 1876–1877 kontynuował studia prawnicze na Królewskim Uniwersytecie Fryderyka Wilhelma w Berlinie, zamieszkując wtenczas przy Köpnickerstraße 127.
W roku 1877 obronił pracę dyplomową nt. „Pretium Certum” i został pruskim referendarzem, rozpoczynając praktyczną część swej prawniczej edukacji w Sądzie Apelacyjnym w Raciborzu. W 1882 roku zdał egzamin na asesora sądowego i w tym samym roku otworzył w Berlinie swą własną praktykę adwokacką. Jego kancelaria zyskała wkrótce wielką renomę, on sam zaś znalazł się w gronie najznakomitszych i najbardziej znanych berlińskich prawników. W roku 1889 uzyskał tytuł Radcy Prawnego, a w 1900 został również notariuszem.

## Rodzina
W dniu 24 marca 1884 roku Staub poślubił w Bytomiu swą 22-letnią wówczas kuzynkę, Laurę Schindler, którą znał jeszcze z czasów gimnazjalnych. Z tego małżeństwa urodziło się troje dzieci: syn Otto Michael (1885-1927) oraz córki Margarete Dora Erna (1889-1943) i Ilse (1891-?).
Choć ani Staub, ani jego żona nie dożyli II wojny światowej, dotknęła ona boleśnie jego rodzinę.
Córka Stauba, Margarete Dora (1889-1943) oraz jej mąż Ernst Neustadt (1879-1943), mieszkańcy Wrocławia, znaleźli się wśród ofiar Holocaustu. Ich los podzielili także zamieszkali w Bytomiu teściowie Stauba: Artur (1871-1942) i Amelia (1858-1943) Schindlerowie.

## Publikacje
Hermann Staub był autorem wielu publikacji, spośród których do najbardziej znanych i cenionych należą jego komentarze, m.in. do niemieckiego prawa handlowego (ADHGB) z 1893 roku oraz do niemieckiego prawa wekslowego z 1895 roku. Każde z tych dzieł, w niemczyźnie określanych popularnie „staubami” i do dziś uznawanych za fundamentalne, doczekało się kilkunastu wydań, przy czym za życia autora ukazało się 7 wydań pierwszej pracy oraz 4 wydania drugiej.
Jego metoda – systematyczna analiza zamiast zwykłej kompilacji – stała się wzorcem dla nowoczesnych komentarzy do przepisów prawnych i wykorzystywana jest do dziś.
Nie mniejszy rozgłos zyskała praca Stauba z 1902 roku, omawiająca opracowaną przezeń teorię, znaną dziś powszechnie pod nazwą „Die positiven Vertragsverletzung” (pVV), co można przetłumaczyć jako „o pozytywnym naruszeniu umowy”.
Ta ostatnia praca, w której zwrócił on uwagę na pewne luki w obowiązującym w Niemczech prawodawstwie i zaproponował odpowiednie środki zaradcze, stanowi zresztą doskonały dowód kompetencji Stauba jako teoretyka prawa handlowego. Istotę jego teorii „pVV” wyjaśnić może taki oto przykład: pewnemu nabywcy pokarmu dla koni dostarczono indyjską kukurydzę, która zawierała trujące ziarna rycyny (o czym sprzedawca nie mógł wiedzieć); w rezultacie konie nabywcy zdechły. Zgodnie z obowiązującym dotąd kodeksem (BGB), poszkodowany nabywca nie mógł domagać się od sprzedawcy zadośćuczynienia za straty, nie wynikały one bowiem ze złej woli tego ostatniego. Staub stwierdził natomiast, że brak bezpośredniej winy sprzedawcy nie zmienia faktu, że z punktu widzenia nabywcy ich kontrakt został jednak złamany (pokarm nie powinien być trujący!). To zaś otwierało nabywcy drogę do odszkodowania.
Ostatnią ustawę opartą w większej części o prace Stauba niemiecki Bundestag przyjął w roku 2002, a więc w 98 lat po śmierci autora.
Hermann Staub był również jednym ze współzałożycieli nowego czasopisma prawniczego „Deutschen Juristen-Zeitung” (DJZ). Ten wychodzący w Berlinie dwutygodnik założony został 1 I 1896 roku, a prócz Stauba wydawcami pisma byli jeszcze: Paul Laband, Radca Sądowy M. Stenglein oraz Otto Liebmann. Poza wykonywaniem prac redakcyjnych, Staub przez osiem lat pisywał również teksty do każdego numeru, prowadząc m.in. własną rubrykę zatytułowaną „Juristische Rundschau”.
Projekt ostatniego przygotowanego przez siebie numeru „DJZ” Staub przejrzał na pół godziny przed operacją, po której nigdy się już nie obudził.
W przeciwieństwie do swego przyjaciela Liebmanna, Staub nie dożył już późniejszych, ogromnych sukcesów swojego czasopisma; nie doczekał jednak również smutnego końca „DJZ”, przekształconego wpierw (1933) w organ Reichsfachgruppe Hochschullehrer Związku Narodowo-Socjalistycznych Prawników Niemieckich (BNDJ), a następnie (1 I 1937) połączonego z czasopismem „Zeitschrift der Akademie für Deutsches Reich”.

## Śmierć
Samuel Hermann Staub zmarł 2 września 1904 roku w Berlinie, w wieku zaledwie 48 lat, przegrywając walkę z rakiem. Trzy dni później spoczął w Alei Zasłużonych żydowskiego cmentarza Berlin-Weißensee. W 23 lata później w tym samym grobie spoczęła również jego żona, Laura.
Pomimo statecznego wyglądu i długiej, jasnej brody, Staub obdarzony był także poczuciem humoru i zdolnością do subtelnej autoironii. Pewnego razu ten autor komentarzy do zbiorów praw wyjawił – pół żartem, pół serio – jaki napis winien znaleźć się na jego przyszłym nagrobku w charakterze epitafium: „Staub! Dalsze komentarze zbyteczne...”

## Uroczyste obchody rocznic
W dniu 8 grudnia 2004 roku w sali senatu Uniwersytetu we Frankfurcie nad Menem odbyła się uroczysta konferencja naukowa (Vortragsveranstaltung), poświęcona w całości znakomitemu dorobkowi Hermanna Stauba. Zorganizowano ją dla uczczenia setnej rocznicy śmierci Stauba. Pośród mówców znaleźli się m.in.: prof. dr Albrecht Cordes, dr Tillmann Krach, dr Thomas Henne (organizator konferencji) oraz dr Hans Georg Hermann.
Podobna, lecz już znacznie większa konferencja (Festkolloquium) odbyła się 10 marca 2006 roku na Wydziale Prawa Uniwersytetu Humboldta w Berlinie. Pośród jej organizatorów znaleźli się m.in. dr Jan Thiessen (Berlin) i dr Thomas Henne (Frankfurt nad Menem), zaś prócz wyżej wymienionych prelegentami byli też m.in.: prof. dr Rainer Schröder (Berlin), Brigitte Zypries (minister sprawiedliwości Niemiec), dr Tillmann Krach (Mainz), prof. dr Hans-Georg Hermann (Monachium), prof. dr Dieter Medicus (Monachium) i prof. dr Karsten Schmidt (Hamburg).
W obu konferencjach uczestniczył również – jako gość honorowy – Hans-Hermann Neustadt z Northwood w Wielkiej Brytanii, wnuk Hermanna Stauba i syn jego zamordowanej podczas wojny córki Margarete.